# جاك كار (سياسي)
جاك كار هو سياسي كندي، ولد في 3 يوليو 1975 في سانت جون في كندا. حزبياً، نشط في الحزب التقدمي المحافظ في نيو برونزويك ‏. وقد انتخب عضو الجمعية التشريعية لنيو برونزويك ‏.